# Valanga nobilis
Valanga nobilis är en insektsart som beskrevs av Sjostedt 1930. Valanga nobilis ingår i släktet Valanga och familjen gräshoppor.

## Underarter
Arten delas in i följande underarter:
- V. n. nobilis
- V. n. miokoana